# Абленвиль
Абленви́ль (фр. Hablainville) — коммуна во французском департаменте Мёрт и Мозель региона Лотарингия. Относится к  кантону Баккара.	

## География
Абленвиль расположен в 45 км к юго-востоку от Нанси, в 10 км к северу от Баккары и в 25 км на юго-восток от Лиюневиля. Соседние коммуны: Бюривиль, Ожевиллер и Редонвиль на севере, Петтонвиль и Миньевиль на северо-востоке, Ваксенвиль и Реерре на востоке, Брувиль на юго-востоке, Желакур на юге, Азерай на юго-западе.				

## Демография
Население коммуны на 2010 год составляло 215 человек.
| 1962 | 1968 | 1975 | 1982 | 1990 | 1999 | 2010 |
| ---- | ---- | ---- | ---- | ---- | ---- | ---- |
| 221  | 209  | 193  | 162  | 162  | 191  | 215  |